# 大木勉
大木 勉（おおき すすむ、1976年2月23日 - ）は、愛媛県出身のサッカー選手。ポジションはFW/MF。愛称はベン。

## 人物
繊細なボールテクニックとセンス溢れるプレーでチームに貢献し、ポジショニングや状況判断のスピードに優れた選手。味方FWを活かす事に長けている。守備面ではフォアチェックが得意であるため、中盤でも起用された。
小野剛曰く、サッカーインテリジェンスに優れた選手。久保竜彦はもっとも尊敬するFWとして名前を挙げている。友近聡朗や福田健二はその繊細なテクニックを認めながらも、風貌とのギャップに驚いたとコメントしている。佐藤寿人が前線での守備の仕方を参考にした選手の一人。
愛媛FCへの思い入れも強く、広島選手時代の2000年代前半には、当時日本フットボールリーグ（JFL）所属の愛媛に対し法人会員として出資をしていた。

## 来歴
両親の勧めで、兄とともに小学校2年の時からサッカーを始める。中学の頃に、四国選抜にも選ばれている。
愛媛県立南宇和高等学校時代、石橋智之によりFWに固定され同学年の友近聡朗とのコンビで活躍、2年時第71回全国高等学校サッカー選手権大会ではベスト8、3年時第72回全国高等学校サッカー選手権大会には優勝候補の一角と目されたが2回戦で武南高校にPK戦敗している。なお、高校の1年先輩に北内耕成・谷口圭、1年下に吉村光示がいる。高校卒業年にJリーグが開幕、いくつかのJリーグクラブからオファーがあったものの進学を希望した。
1994年、青山学院大学に進学する。同年U-19日本代表に選出されAFCユース選手権1994に出場、グアムU-19代表相手に1試合6ゴールを決めている。この時の活躍により自信を深め、青学を中退しJリーグ入りを模索した。
1995年、サンフレッチェ広島に入団した。同年にU-20日本代表に選出され1995 FIFAワールドユース選手権に全試合ほぼフル出場している。Jリーグデビュー戦となった1995年4月の柏レイソル戦で途中出場ながら先制ゴールを決めるなどスタートは順調だったが、その後は毎年のように怪我が続き、また運動量の少なさも災いしビム・ヤンセン及びエディ・トムソン監督に才能は評価されるもなかなか出場機会が与えられなかった。その後は、1999年に入団した高橋泰の台頭や森山泰行の補強により出場機会が激減してしまう。
2000年、大分トリニータへレンタル移籍するが、怪我で出場機会が限られさらに運動量が少なかったことから石崎信弘監督に全く評価されず紅白戦すら起用されなかった。 結局構想外になったため、アルビレックス新潟など数チームのテストを受けるもうまくいかず、サッカーを辞める状況にまで追い込まれ、他の仕事を探すために地元愛媛・松山市の公共職業安定所へ一時期通っていた。
2001年、今西和男サンフレッチェ広島総監督の計らいで、7月までの半年契約で広島に復帰する。当初ヴァレリー・ニポムニシ監督は評価せず、ほぼ出場機会がなかったが、契約期間終了間際となる6月19日ナビスコ杯FC東京戦で"涙のVゴール"を決め契約延長を勝ち取る。以降はレギュラーに定着、久保竜彦、藤本主税、スティーブ・コリカらと共に破壊力溢れる攻撃を展開、2ndステージ3位となる原動力となった。特に久保との抜群のコンビネーションは目を見張るものがあった。
2002年は怪我によりシーズンの殆どを棒に振る。2003年以降コンスタントに試合に出場、小野剛時代後期にはFWとしての出場は減少したもののトップ下として新境地を開いた。2006年は怪我のため精彩を欠き、ミハイロ・ペトロヴィッチ監督にほとんど起用されなかったこともあってシーズン終了後に戦力外となる。
2007年、故郷・愛媛のクラブである愛媛FCに移籍する。若手が多い中、貴重なベテランとして活躍した。在籍晩年は怪我によりコンディションが整わずなかなか出場機会が得られなかった。2012年をもってプロ引退。
2013年から愛媛日産自動車に勤務する。一方で同年から広島県廿日市市にある当時広島県社会人サッカーリーグ1部の廿日市FCで久保竜彦や桑原裕義と共にプレーする。

## 個人成績
| 国内大会個人成績 | 国内大会個人成績 | 国内大会個人成績 | 国内大会個人成績 | 国内大会個人成績 | 国内大会個人成績 | 国内大会個人成績 | 国内大会個人成績 | 国内大会個人成績 | 国内大会個人成績 | 国内大会個人成績 | 国内大会個人成績 |
| 年度             | クラブ           | 背番号           | リーグ           | リーグ戦         | リーグ戦         | リーグ杯         | リーグ杯         | オープン杯       | オープン杯       | 期間通算         | 期間通算         |
| 年度             | クラブ           | 背番号           | リーグ           | 出場             | 得点             | 出場             | 得点             | 出場             | 得点             | 出場             | 得点             |
| 日本             | 日本             | 日本             | 日本             | リーグ戦         | リーグ戦         | リーグ杯         | リーグ杯         | 天皇杯           | 天皇杯           | 期間通算         | 期間通算         |
| ---------------- | ---------------- | ---------------- | ---------------- | ---------------- | ---------------- | ---------------- | ---------------- | ---------------- | ---------------- | ---------------- | ---------------- |
| 1995             | 広島             | -                | J                | 14               | 2                | -                | -                | 1                | 0                | 15               | 2                |
| 1996             | 広島             | -                | J                | 7                | 0                | 4                | 1                | 0                | 0                | 11               | 1                |
| 1997             | 広島             | 12               | J                | 11               | 1                | 0                | 0                | 1                | 0                | 12               | 1                |
| 1998             | 広島             | 12               | J                | 20               | 4                | 4                | 0                | 3                | 0                | 27               | 4                |
| 1999             | 広島             | 14               | J1               | 6                | 1                | 2                | 0                | 0                | 0                | 8                | 1                |
| 2000             | 大分             | 11               | J2               | 6                | 0                | 2                | 0                | 0                | 0                | 8                | 0                |
| 2001             | 広島             | 20               | J1               | 20               | 8                | 3                | 3                | 1                | 0                | 24               | 11               |
| 2002             | 広島             | 20               | J1               | 18               | 4                | 5                | 0                | 3                | 1                | 26               | 5                |
| 2003             | 広島             | 20               | J2               | 36               | 8                | -                | -                | 3                | 1                | 39               | 9                |
| 2004             | 広島             | 20               | J1               | 21               | 5                | 4                | 0                | 0                | 0                | 25               | 5                |
| 2005             | 広島             | 20               | J1               | 32               | 3                | 5                | 2                | 2                | 1                | 39               | 6                |
| 2006             | 広島             | 20               | J1               | 5                | 0                | 0                | 0                | 0                | 0                | 5                | 0                |
| 2007             | 愛媛             | 20               | J2               | 15               | 2                | -                | -                | 2                | 0                | 17               | 2                |
| 2008             | 愛媛             | 20               | J2               | 23               | 3                | -                | -                | 2                | 1                | 25               | 4                |
| 2009             | 愛媛             | 20               | J2               | 27               | 2                | -                | -                | 0                | 0                | 27               | 2                |
| 2010             | 愛媛             | 20               | J2               | 8                | 1                | -                | -                | 0                | 0                | 8                | 1                |
| 2011             | 愛媛             | 20               | J2               | 5                | 1                | -                | -                | 1                | 0                | 6                | 1                |
| 2012             | 愛媛             | 20               | J2               | 1                | 0                | -                | -                | 0                | 0                | 1                | 0                |
| 2013             | 廿日市           | 20               | 広島県1部        |                  |                  | -                | -                |                  |                  |                  |                  |
| 通算             | 日本             | 日本             | J1               | 154              | 28               | 27               | 6                | 11               | 2                | 192              | 36               |
| 通算             | 日本             | 日本             | J2               | 121              | 17               | 2                | 0                | 8                | 2                | 131              | 19               |
| 通算             | 日本             | 日本             | 広島県1部        |                  |                  | -                | -                |                  |                  |                  |                  |
| 総通算           | 総通算           | 総通算           | 総通算           | 275              | 39               | 29               | 6                | 19               | 4                | 323              | 49               |

- Jリーグ初出場・初得点 - 1995年5月3日Jリーグ1st第13節柏レイソル戦 (新潟市陸上競技場)

## 代表歴
- U-20日本代表
  - 1995年FIFAワールドユース
- U-22日本代表